# Ljubinj
Ljubinj este o localitate din comuna Tolmin, Slovenia, cu o populație de 138 de locuitori.